# Okaz
Okaz – pojęcie stosowane w taksonomii i mineralogii, oznaczające wybranego przedstawiciela określonego gatunku ewentualnie taksonu wewnątrzgatunkowego lub określonego minerału będącego jego typem nomenklatorycznym. W systematyce organizmów okazem (typem nomenklatorycznym) może być konkretny organizm (np. roślina w zielniku) lub ilustracja. Jeśli okaz wskazany jest przez autora nazwy naukowej, wówczas określany jest mianem holotypu. Jeśli autor nazwy nie wskazał okazu typowego wówczas wskazywany jest lektotyp.